# Malte Persson
Pour les articles homonymes, voir Persson.
Malte Persson, né le 7 décembre 1976, est un écrivain suédois. 
Son premier ouvrage Livet på den här planeten (« La Vie sur notre planète ») est publié en 2002. Depuis il a publié Apolloprojektet (« Le projet d'Apollo », 2004) et Dikter (« Poèmes », 2007). 
Il a également traduit en suédois Francis Ponge et Thomas Kling.  

## Ouvrages
- Livet på den här planeten, 2002
- Apolloprojektet, 2004
- Dikter, 2007
- Edelcrantz Förbindelser, 2008